# Roland Ruet
Pour les articles homonymes, voir Ruet (homonymie).
Roland Ruet, né le 29 octobre 1921 à Ferney-Voltaire (Ain) et mort le 26 janvier 2001 à Saint-Julien-en-Genevois (Haute-Savoie), est un homme politique français. 

## Détail des fonctions et des mandats
Mandats locaux
- 1959 - 1965 : Maire de Ferney-Voltaire
- 1965 - 1971 : Maire de Ferney-Voltaire
- 1961 - 1967 : Conseiller général du canton de Ferney-Voltaire
- 1967 - 1973 : Conseiller général du canton de Ferney-Voltaire
- 1973 - 1979 : Conseiller général du canton de Ferney-Voltaire
- 1979 - 1985 : Conseiller général du canton de Ferney-Voltaire
- 1976 - 1984 : Président du Conseil général de l'Ain

Mandats parlementaires
- 26 septembre 1971 - 28 septembre 1980 : Sénateur de l'Ain
- 28 septembre 1980 - 1er octobre 1989 : Sénateur de l'Ain